# Zia Quizon
Zia Denise Marie Padilla Quizon (23 de septiembre de 1991, Manila), conocida artísticamente como Zia Quizon es una cantante filipina de música pop. Ella comenzó su carrera tras firmar un contrato con el sello discográfico llamado "PolyEast", que le permitió lanzar su primer álbum en 2011.

## Biografía
Zia Denise Marie Padilla Quizon nació el 23 de septiembre de 1991 en Manila. Ella es la única hija biológica del actor y comediante Rodolfo Vera Quizon y de la actriz y cantante Zsa Zsa Padilla. Ella también tiene otros dos hermanos por parte de su madre, su media hermana es la actriz y cantante Karylle, otra de una relación anterior y Nicole, su hermana adoptiva, a quien sus padres la adoptaron algunos años después de que Zia Quizon naciera. Ella también tiene otros diecisiete medios hermanos por parte de su padre de relaciones anteriores.

## Carrera
Quizon hizo su debut en octubre de 2011 con una canción original titulada "Ako Na Lang", que fue escrita y producida por Jungee Marcelo. Fue el primer sencillo de su álbum debut homónimo. Esta canción junto a su vídeo musical, logró ingresar a las listas más importantes de su país y alcanzó el puesto #1 de las listas de Myx. Luego lanzó un segundo sencillo titulado "Estimado Lonely", escrito por Kiko Salazar. Su auto-titulado álbum debut de Zia, consta de seis temas originales, tres de ellas son parte original de la propia cantante. Más adelante, recibió muchos premios por su álbum que incluye "Nuevo Artista Favorito" otorgado por Myx y un Disco de Oro de ASAP.

## Vida personal
Quizon se graduó en la Universidad De La Salle. El 10 de julio de 2012, su padre falleció a la edad de 83 años.

## Televisión
- ASAP (ABS-CBN, 2011)
- Sarah G. Live (ABS-CBN, 2012)
- Gandang Gabi, Vice! (ABS-CBN, 2012)

## Discografía
| Año  | Álbum y singles                                                                     | Compañía reconocida | PARI Certificación |
| ---- | ----------------------------------------------------------------------------------- | ------------------- | ------------------ |
| 2011 | Zia - Ako na Lang - Simple Girl - Dear Lonely - Mambobola - Smile - So Much in Love | *PolyEast EMI       | Gold               |

## Premios
- 2012 - Premio Disco de Oro por su álbum debut (ASAP)
- 2012 - MYX Music Awards 2012: Favoritos Artista Nuevo [12]
- 2012 - Mejor Actuación de un Hombre de grabación del artista "Ako Na Lang"
- 2012 - Mejor Interpretación de una nueva artista femenina de grabación "Ako Na Lang"
- 2012 - Canción del Año "Ako Na Lang"
- 2012 - Mejor Grabación de ingeniería: "Simple Girl"